# Lomagna
Lomagna là một đô thị trong tỉnh Lecco, trong vùng Lombardia của Ý, cự ly khoảng 25 km về phía đông bắc của Milan và khoảng 20 km về phía nam của Lecco. Tại thời điểm ngày 31 tháng 12 năm 2004, đô thị này có dân số 4.157 người và diện tích là 3,9 km².
Lomagna giáp các đô thị: Carnate, Casatenovo, Missaglia, Osnago, Usmate Velate.